# Карроллтон (Вірджинія)
Карроллтон (англ. Carrollton) — переписна місцевість (CDP) в США, в окрузі Айл-оф-Вайт штату Вірджинія. Населення — 7498 осіб (2020).

## Географія
Карроллтон розташований за координатами 36°56′26″ пн. ш. 76°31′16″ зх. д. / 36.94056° пн. ш. 76.52111° зх. д. (36.940636, -76.520994).  За даними Бюро перепису населення США в 2010 році переписна місцевість мала площу 15,02 км², з яких 14,80 км² — суходіл та 0,22 км² — водойми.

## Демографія
Згідно з переписом 2010 року, у переписній місцевості мешкали 4574 особи в 1776 домогосподарствах у складі 1317 родин. Густота населення становила 304 особи/км².  Було 1895 помешкань (126/км²).
Расовий склад населення:
| - 73,8 % — білих - 20,3 % — чорних або афроамериканців - 1,8 % — азіатів - 0,7 % — корінних американців |

До двох чи більше рас належало 2,6 %. Частка іспаномовних становила 3,2 % від усіх жителів.
За віковим діапазоном населення розподілялося таким чином: 24,8 % — особи молодші 18 років, 64,2 % — особи у віці 18—64 років, 11,0 % — особи у віці 65 років та старші. Медіана віку мешканця становила 39,7 року. На 100 осіб жіночої статі у переписній місцевості припадало 97,0 чоловіків;  на 100 жінок у віці від 18 років та старших — 96,1 чоловіків також старших 18 років.
Середній дохід на одне домашнє господарство  становив 96 249 доларів США (медіана — 87 461), а середній дохід на одну сім'ю — 103 173 долари (медіана — 93 484). Медіана доходів становила 55 030 доларів для чоловіків та 42 517 доларів для жінок. За межею бідності перебувало 3,0 % осіб, у тому числі 2,7 % дітей у віці до 18 років та 2,3 % осіб у віці 65 років та старших.
Цивільне працевлаштоване населення становило 2838 осіб. Основні галузі зайнятості: освіта, охорона здоров'я та соціальна допомога — 24,7 %, науковці, спеціалісти, менеджери — 15,6 %, виробництво — 14,6 %.